# Лівійські одиниці виміру
У Лівії для вимірювання довжини, маси, площі тощо використовували кілька різних одиниць вимірювання. Метрична система прийнята в Лівії в 1927 році.

## Система перед метричною системою
Використовували декілька різних одиниць.

### ТриполітаКиренаїка

#### Довжина
Для вимірювання довжини використовували кілька одиниць. Один пік дорівнював 0,68 м. Деякі інші одиниці наведені нижче:
1 гандазе = 1 пік
1 палмо = 1⁄3 пік
1 драа = 0,46 м. У Триполі драа дорівнював 26,42 дюймів, а арбі драа (менший пік) дорівнював 19,029 дюймів.

#### Вага
Для вимірювання ваги використовували кілька одиниць. Один роттоло дорівнював 0,512 8 кг. Деякі інші одиниці наведені нижче:
1 ока = 2,5 роттоло = 1282 г
1 метикал = 4,76 г
1 харуба = 1⁄2560 ока
1 драм = 1⁄160 ока
1 терміно = 1⁄128 ока
1 укін = 1⁄16 ока
1 маттаро = 42 ока
1 кантар = 100 ока

#### Площа
Для вимірювання площі використовували кілька одиниць. Один пік2 дорівнював 0,4624 м2. Деякі інші одиниці наведено нижче:
1 денум = 1600 пік2
1 джабія = 1800 пік2

#### Ємкість
Для вимірювання ємкості використовували дві системи, суху і рідку.

##### Суха
Для вимірювання сухої ємкості використовували кілька одиниць. Одна орба дорівнювала 7,5 л (за деякими джерелами, одна орба дорівнювала 7,692 л). Деякі інші одиниці наведено нижче:
1 нуфсорбах = 1⁄2 орби
1 марта = 2 орби
1 келе = 2 орби
1 темен = 4 орби
1 уеба = 16 орба
Для вимірювання сухої ємності за вагою також використовувалися такі одиниці:
1 ока = 1282 г 
1 марта = 11–14 (ока води)
1 келе = 2 марта

##### Рідина
Для вимірювання ємності рідини використовували кілька одиниць. Один бариль дорівнював 64,8 л (за даними джерел, один бариль дорівнював 62,4975 л). Один горраф дорівнював 1/5 барилю, а гіарра був майже дорівнює 50/71 барилю.